# Гільдріцгаузен
Гільдріцгаузен (нім. Hildrizhausen) — громада в Німеччині, знаходиться в землі Баден-Вюртемберг. Підпорядковується адміністративному округу Штутгарт. Входить до складу району Беблінген.
Площа — 12,17 км2. Населення становить 3616 ос. (станом на 31 грудня 2020).